# Ingerophrynus gollum
Espèce
Statut de conservation UICN

 EN  : En danger
Ingerophrynus gollum est une espèce d'amphibiens de la famille des Bufonidae.

## Répartition
Cette espèce est endémique de l'État de Johor en Malaisie péninsulaire. Elle se rencontre à environ 46 m d'altitude dans le parc national d'Endau-Rompin.

## Étymologie
Son nom d'espèce lui a été donné en référence à Gollum, le personnage du roman Le Seigneur des anneaux de J. R. R. Tolkien.

## Publication originale
- Grismer, 2007 : A New Species of Ingerophrynus (Anura: Bufonidae) from a Lowland Rain Forest in Southern Peninsular Malaysia. Journal of Herpetology, vol. 41, no 2, p. 225-230.